# Gonelydna
Gonelydna là một chi bướm đêm thuộc họ Noctuidae.